# Minimetrò
Minimetrò es el nombre comercial del sistema de transporte autónomo y automático que circula por tracción por cable en la ciudad italiana de Perugia.
La instalación, inaugurada el 29 de enero de 2008, se desarrolla a lo largo de una única línea con un recorrido total de 3.020 m,  que conecta el oeste de la periferia de la ciudad con el centro histórico, enlazando con la estación principal de ferrocarril de Fontivegge.

## Características
El Minimetrò fue construido por la empresa italiana Leitner Ropeways. Consta de 25 vehículos independientes de 5 metros de longitud, con una capacidad máxima de 20 pasajeros por unidad. Se desplazan de inicio a fin de línea efectuando siete paradas intermedias entre andenes paralelos y el número de unidades en circulación se determina dependiendo de la demanda.
La velocidad de tracción, de 25 km/h, es constante. En las estaciones de partida, cada vehículo inicia la marcha y acelera por medio de un sistema de ruedas de goma instaladas en los railes, movido por correas, que se engancha al cable por un mecanismo automático. En las llegadas, frenan, se desenganchan del cable y se detienen por el mismo sistema de ruedas de goma.
En las estaciones de cabecera, una plataforma circular permite la inversión del sentido de la marcha.
No hay personal a bordo, ya que el sistema se encuentra totalmente automatizado. El trazado se desarrolla en parte sobre un viaducto y en parte soterrado (en el centro histórico), con trazado horizontal o en pendiente.

## Inauguración
El Minimetrò se inauguró el 29 de enero de 2008, día de San Costanzo (uno de los tres patrones Perugia). En el acto estuvieron presentes las autoridades comunales, regionales y nacionales más representativas, así como el arquitecto Jean Nouvel, autor del proyecto de las instalaciones. También acudieron al acontecimiento los alcaldes de las ciudades hermanadas con Perugia.

## Estaciones
Pincetto

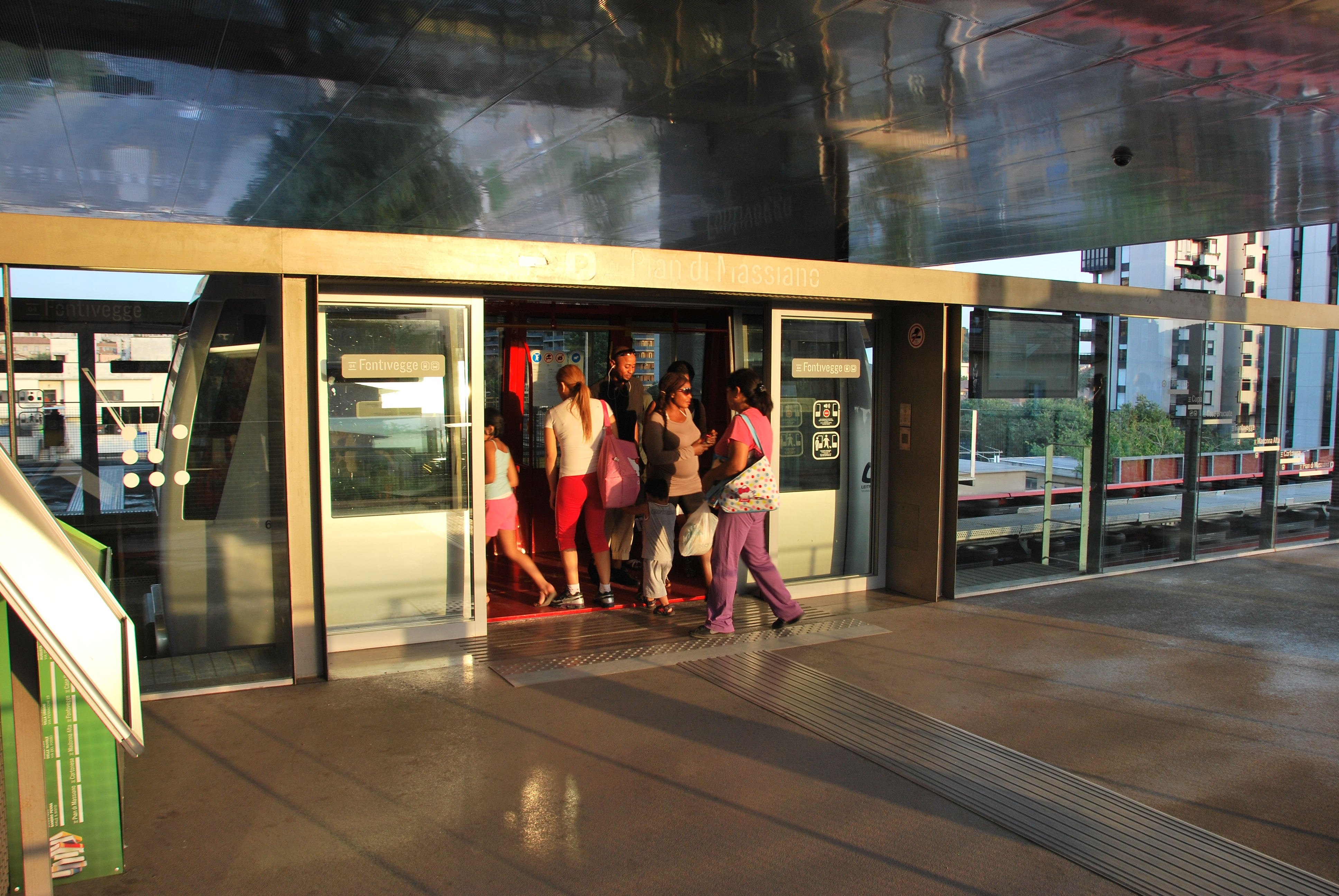
Estación y transbordo de pasajeros.

Estación número 1, es la terminal de partida del Minimetrò, en el centro histórico de Perugia. Se accede por medio de escaleras mecánicas y ascensores desde via Oberdaned, en las inmediaciones de piazza Matteotti y de corso Vannucci. Existe una plataforma giratoria para cambiar el sentido de la marcha.
Cupa
Estación número 2, subterránea, útil para los usuarios del área de via Pellini. El sistema de escaleras automáticas y el aparcamiento adyacente sitúa esta estación al servicio de la zona del centro histórico, localizada en el entorno de la via dei Priori, via San Francesco y la piazza Morlacchi. 
Case Bruciate
Estación número 3, que da servicio al populoso barrio Case Bruciate y a la vecina via Mario Angeloni. La estación posee pasarelas peatonales y sistemas de acceso mecanizados.
Fontivegge
Estación número 4, cercana a la estación de ferrocarril de Perugia de Fontivegge, unida a esta por una vía peatonal, en una zona de importante actividad administrativa y comercial. 
Madonna Alta
Estación número 5, situada en uno de los barrios más densamente poblados de la ciudad, Madonna Alta, con gran actividad comercial.
Cortonese
Estación número 6, situada en el parque Chico Mendez, conectada con estaciones de autobús.
Pian di Massiano
Estación número 7, terminal de la línea, dotada de un aparcamiento de 3000 plazas que permite el cambio del vehículo particular por el transporte público en un área dotada de un importante centro comercial. Aquí las unidades del metro disponen de una plataforma para invertir el sentido de la marcha.